# Orestes Brownson
Orestes Brownson (16 septembre 1803-17 avril 1876) est un philosophe et un essayiste politique américain converti au catholicisme.

## Biographie
Originaire de Stockbridge dans le Vermont, il fut élevé dans une famille d'agriculteurs pauvres et devint autodidacte. Il eut une série de conversions religieuses devenant successivement presbytérien, universaliste et unitarien. 
Dans les années 1830, il fit partie du mouvement philosophique transcendantalisme  et se passionna pour les œuvres de Victor Cousin et de Pierre Leroux. Il fonda le Boston Quarterly Review et demandait une juste répartition des richesses et une plus grande justice sociale. 
Il poursuivit ses publications de textes politiques jusqu'en 1844, lorsqu'il commença à publier pour la revue The Catholic World d'Isaac Hecker. Il se convertit alors à la religion catholique, dans laquelle il demeura jusqu'à la fin de sa vie, et finit par rompre avec les philosophes transcendantalistes. 
Il en vint à croire que les libertés publiques américaines étaient enviables pour le monde, et que la discipline hiérarchique du catholicisme pouvait conserver et même renforcer ce même esprit démocratique. Il critiqua en même temps le fouriérisme et l'utopisme socialiste avec autant de ferveur qu'il les avait autrefois promues.
Partisan de Stephen A. Douglas, il appuya l'Union pendant la guerre civile américaine et critiqua les quelques clercs qui avaient appuyé la sécession. En 1848, il ouvrit un dialogue œcuménique avec ses anciens coreligionnaires protestants. En 1857, il publia ses mémoires de converti où il racontait les événements ayant changé sa vie. 
Décédé en 1876, il est enterré dans la basilique du Sacré-Cœur de Notre Dame près de l'université Notre-Dame dans l'Indiana.